# تپه حاج ولی (حسینعلی)
تپه حاج ولی (حسینعلی) مربوط به هزاره سوم قبل از میلاد است و در شهرستان بناب، روستای بایقوت واقع شده و این اثر در تاریخ ۷ مهر ۱۳۸۱ با شمارهٔ ثبت ۶۱۵۰ به‌عنوان یکی از آثار ملی ایران به ثبت رسیده است.